# 駒込天祖神社
駒込天祖神社（こまごめてんそじんじゃ）は、東京都文京区本駒込にある神社。文治5年（1189年）源頼朝の奥州征伐の時、霊夢のお告げがあり神明を祀ると伝えられている。その後宮守もなかったが、慶安年中（1648年-1652年）に堀丹後守年直（越後村松藩主堀直吉?）が再興する。江戸時代には駒込神明宮と称され、駒込村総鎮守とされた。空襲により残らず消失したが、氏子各町の熱意により1954年（昭和29年）に新築し現在に至っている。地元の人たちからはかつては“お神明さま”と呼ばれていた。

## 祭神
天照皇大神（あまてらすすめおおみかみ）

## 由緒
江戸時代には駒込神明宮と呼ばれ、駒込村の総鎮守として信仰を集めた。祭神が天照大御神であることから伊勢神宮の流れをくむ神明造りの社殿である。社伝によれば、文治5年（1189年）、源頼朝が奥州征伐の途中この辺りに寄った折、夢で松の枝に幣がかかっているという神託があり、家臣安達盛長に探させたところ、松の枝に大麻が見つかった。それで頼朝は神明を祀ったという。
『江戸砂子』によれば、直径4尺（1.2メートル）余の神木であったが、享保年間（1716年-1736年）に枯れた。その後、宮守りもなく神社は跡絶え、神木のもとに小さな祠のみとなったが、慶安年間（1648年-1652年）に堀丹後守利直が再興したという。1945年（昭和20年）2月25日空襲により焼失したが、戦後再建し、参道敷石の整備や大鳥居の建設、植樹などに心がけ、緑濃く落ち着いた雰囲気を持つ境内である。近隣には駒込富士神社があり、当社が兼務している。

## 境内末社
- 鎮火稲荷神社[2]（ちんかいなりじんじゃ）
  - 宇迦御魂命 （うかのみたまのみこと）
- 三社合祭社（さんしゃごうさいしゃ） - 以下３社の神社を合祀している。
  - 榊神社[2]（さかきじんじゃ）
    - 淤母陀流神（おもだるのかみ）、阿夜訶志古泥神（あやかしこねのかみ）

  - 須賀神社[2]（すがじんじゃ）
    - 須佐之男命（すさのおのみこと）

  - 戸隠熱田神社[2]（とがくしあつたじんじゃ）
    - 天手力男命（あめのたぢからおのみこと）、倭健命（やまとたけるのみこと）

## 境外末社
- 御林稲荷神社[2]（おはやしいなりじんじゃ）
  - 倉稲魂命 （うかのみたまのみこと）

## その他
平安時代末期に伊勢の神官度合氏が源頼朝のための祈祷を行ったことで関東に伊勢神領地が生じたが、それ以前に祀りの場があった可能性もある。天保8年（1837年）の「東都歳時記」に祭礼の様子が記されており、鹿島踊りが定例で若者が女装して女の腰巻きを帯の下にまとって神事を行っていたが、宝暦9年（1759年）以降その神事は絶えた。
江戸時代には駒込神明宮と呼ばれ、付近の旧町名は駒込神明町と言う。現在は神明上町会（宮元町会・本駒込3丁目付近）が駒込天祖神社の膝元として存在する。

## 氏子会

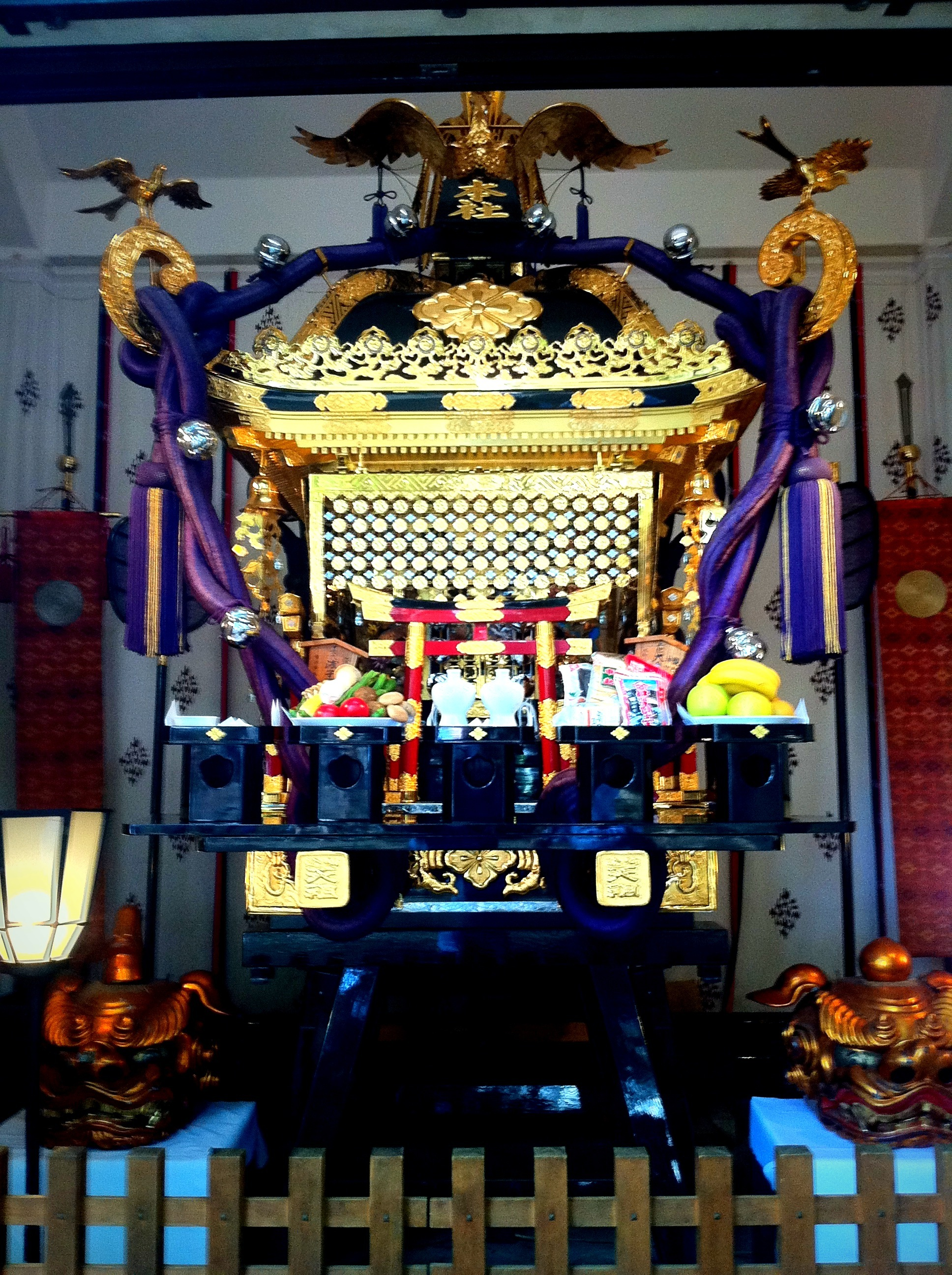
駒込天祖神社・本社神輿
本所・大倉竹次郎製作（台座三尺八寸）

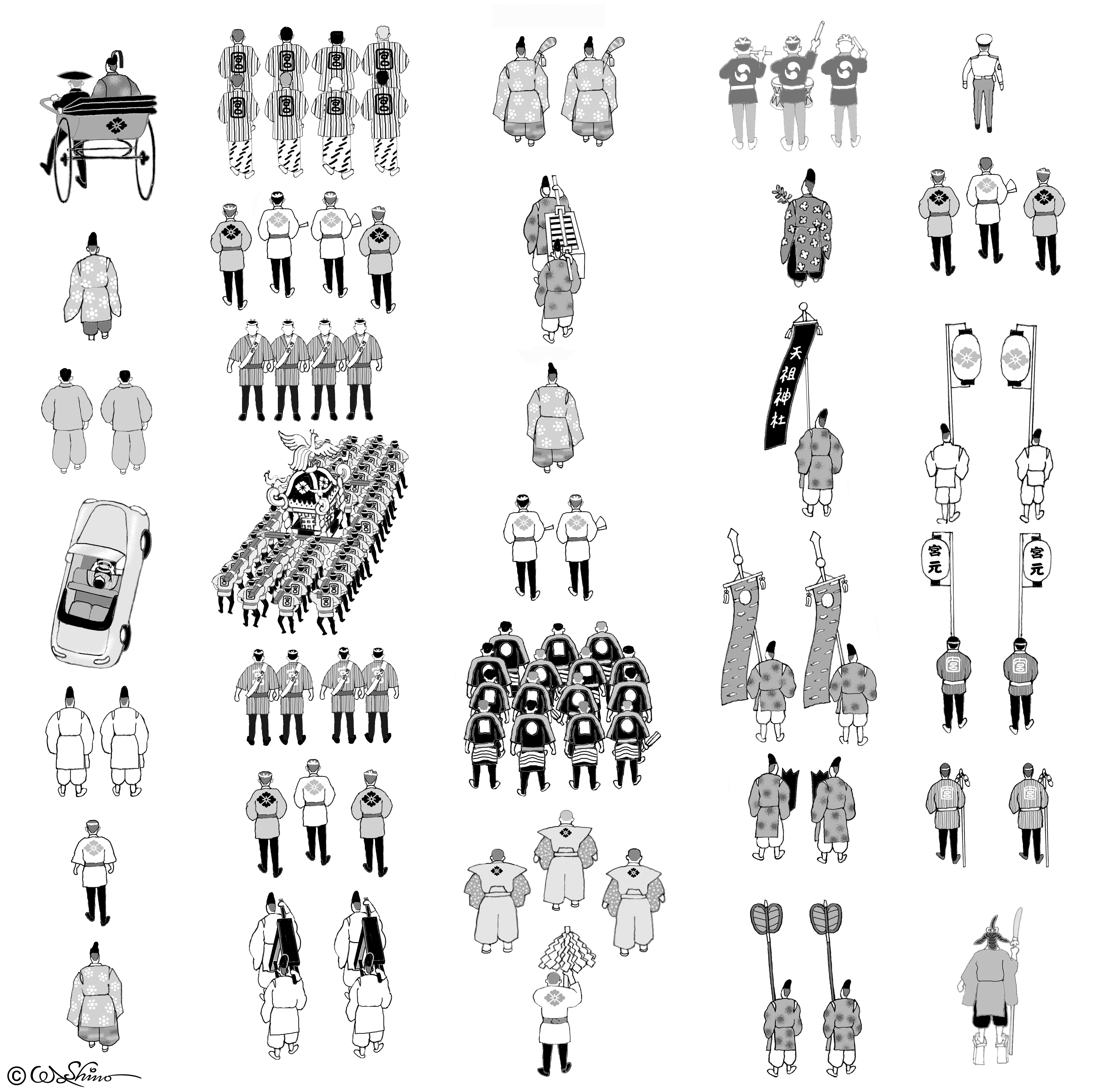
神幸祭巡行絵図

- 神明上町会（宮元町会）
- 神明町会
- 上富士町会
- 吉片町会
- 上動五三会
- 神明西部町会
- 動坂中町会
- 浅嘉町会
- 駒二親和会
- 富士前町会
- 千駄木東林町会
- 千駄木西林町会
- 動坂町会

## 神事
例大祭（9月16日に式典、前後の土曜日日曜日に町神輿渡御）
氏子13町会の連合神輿が本郷通りに並び、一斉に宮入を行う。
神幸祭（4年に一度）
1922年（大正11年）に製作された本社神輿は、台座三尺八寸の千貫神輿とも言われる大神輿（本所・大倉竹次郎製作）。2000年（平成12年）には氏子会の熱意によって修復され（本行徳・十六代浅子周慶）、44年ぶりに氏子区域内を渡御した。以来4年に一度神幸祭が行われている。本社神輿は氏子13町会の全ての地域で引き渡されながら渡御が行われる。

## 交通アクセス
出典:
- 東京メトロ南北線「本駒込駅」より徒歩11分
- 都営地下鉄三田線「千石駅」より徒歩15分
- JR山手線・東京メトロ南北線「駒込駅」より徒歩16分
- 都営バス茶51「駒込富士前」より徒歩3分